# Mątwa zwyczajna
Mątwa zwyczajna, mątwa pospolita (Sepia officinalis) – najpospolitszy gatunek mątwy. Jest przyrządzana w rozmaity sposób dla celów konsumpcyjnych. Zawartość jej gruczołu czernidłowego była wykorzystywana do sporządzania barwnika zwanego sepią.
WystępowanieMorze Śródziemne, przybrzeżne wody Oceanu Atlantyckiego i Morze Północne.
Długość ciała: 30–45 cm, masa ciała do 5 kg.
Mątwa zmienia kolor zarówno, aby się ukryć przed zagrożeniem, jak i po to by przywabić partnera podczas pory godowej.